# 毛齐华
毛齐华（1903年—1997年），原名毛品贤，曾名祁华，上海嘉定县现龙村人，中华人民共和国政治人物。
早年参加工人运动。1949年，担任劳动部副部长。1969年，任浙江省政协副主席。1979年，任浙江省政协主席。